# Немениці-Кольонія
Немениці-Кольонія (пол. Niemienice-Kolonia) — село в Польщі, у гміні Красностав Красноставського повіту Люблінського воєводства.
Населення — 69 осіб (2011).
У 1975-1998 роках село належало до Холмського воєводства.

## Демографія
Демографічна структура станом на 31 березня 2011 року:
|          | Загалом | Допрацездатний вік | Працездатний вік | Постпрацездатний вік |
| -------- | ------- | ------------------ | ---------------- | -------------------- |
| Чоловіки | 38      | 8                  | 24               | 6                    |
| Жінки    | 31      | 2                  | 18               | 11                   |
| Разом    | 69      | 10                 | 42               | 17                   |